# Coelioxys mesae
Coelioxys mesae är en biart som beskrevs av Cockerell 1921. Coelioxys mesae ingår i släktet kägelbin, och familjen buksamlarbin. Inga underarter finns listade i Catalogue of Life.